# Algorytm Dekkera
Algorytm Dekkera – pierwszy algorytm poprawnie rozwiązujący problem wzajemnego wykluczania się równolegle działających procesów. Tylko jeden z nich może w danej chwili wykonywać ich wspólną sekcję krytyczną (zob. programowanie współbieżne). Rozwiązanie to zostało przypisane holenderskiemu matematykowi T. J. Dekkerowi przez Edsgera Dijkstrę w jego manuskrypcie na temat współdziałania procesów sekwencyjnych. Algorytm pozwala dwóm wątkom na bezkonfliktową pracę na danych pochodzących z jednego źródła przy użyciu do komunikacji między nimi jedynie pamięci dzielonej.

## Dwa procesy równoległe
W pascalowej implementacji algorytmu korzysta się ze wspólnych dla procesów zmiennych: flag1, flag2 (które oznaczają odpowiednio, że pierwszy lub drugi proces chce korzystać z zasobów), turn (zmienna decyduje, który proces wchodzi do sekcji krytycznej w wypadku, gdy oba deklarują chęć korzystania). Na początku zmienne ustawione są następująco:
```
flag1
 
:=
 
false
;

flag2
 
:=
 
false
;

turn
 
:=
 
1
;
 
{(lub 2, bez większego znaczenia)}

```

Ponieważ kod wejścia i wyjścia z sekcji krytycznej dla procesu drugiego różni się odpowiednio numerami flag, poniżej podany jest jedynie kod dla procesu 1.
```
//własne sprawy

flag1
 
:=
 
true
;

while
 
(
flag2
)
 
do

begin

    
if
 
(
turn
 
<>
 
1
)

    
begin

        
flag1
 
:=
 
false
;

        
while
 
(
turn
 
<>
 
1
)
 
do

        
begin

            
//nie rób nic

        
end
;

        
flag1
 
:=
 
true
;

    
end
;

end
;

//sekcja krytyczna

turn
 
:=
 
2
;

flag1
 
:=
 
false
;

```